# Klassificering og mærkning af kemiske stoffer
Klassificering og mærkning af kemiske stoffer tager udgangspunkt i Europa-Parlamentets og rådets Forordning nr. 1272 af den 16. december 2008 om klassificering, mærkning og emballering af stoffer og blandinger.
I Danmark bliver klassificering og mærkning af kemiske stoffer reguleret af Bekendtgørelse om klassificering, emballering, mærkning, salg og opbevaring af stoffer og blandinger (bekendtgørelsen 50), denne artikel omhandler danske forhold i relation til 'bekendtørelse 50'.

## Stoffer og blandinger
Bekendtgørelsen 50 definerer hvad der forstås med 'stoffer' og 'blandinger'. Ved stoffer forstås grundstoffer og deres forbindelser, uanset om de forekommer naturligt eller er industrielt fremstillet. Desuden inkluderes tilsætningsstoffer, der er nødvendige til bevarelse af stoffets stabilitet, samt urenheder i forbindelse med fremstillingsprocessen, bortset fra opløsningsmidler, der kan udskilles, uden at det påvirker stoffets stabilitet eller ændrer dets sammensætning.
Blandinger defineres som opløsninger der er faste, flydende eller luftformige blandinger af to eller flere stoffer.

## Klassificering
Producenten eller importøren af et stof eller en blanding skal forud for salg eller import skaffe sig oplysninger om stoffets eller blandingens egenskaber og virkninger samt vurdere om stoffet eller blandingen er farligt.
Et farligt stof er i denneforbindelse et stof, der er optaget på 'Listen over farlige stoffer'. Er stoffet ikke optaget på 'Listen over farlige stoffer' skal Producenten eller importøren vurdere farligheden ved dyreforsøg og undersøgelser, dette kaldes for selvvurderingsprincippet.
Farlige stoffer og blandinger klassificeres i en eller flere af følgende fareklasser: eksplosiv, brandnærende, yderst brandfarlig, meget brandfarlig, brandfarlig, meget giftig, giftig, sundhedsskadelig, ætsende, lokalirriterende, sensibiliserende, kræftfremkaldende, mutagen, reproduktionstoksisk eller miljøfarlig. Desuden skal der til tildeles faresymboler og farebetegnelser og risikoangivelser (i form af R-sætninger) og sikkerhedsforskrifter (i form af S-sætninger).

### Grænser for klassificering
Det er kun farlige stoffer og blandinger, hvor koncentrationen er lig med eller over de koncentrationer, der er anført i nedenstående skema, der skal klassificeres.
| Stoffets fareklasse               | Koncentration |
| --------------------------------- | ------------- |
| Meget giftig                      | 0,1%          |
| Giftig                            | 0,1%          |
| Kræftfremkaldende Care1 og Care2  | 0,1%          |
| Mutagen Mut1 og Mut2              | 0,1%          |
| Reproduktionstoksisk Rep1 og Rep2 | 0,1%          |
| Sundhedsskadelig                  | 1%            |
| Ætsende                           | 1%            |
| Lokalirriterende                  | 1%            |
| Sensibiliserende                  | 1%            |
| Kraftfremkaldende Care3           | 1%            |
| Mutagen Mut3                      | 1%            |
| Respirationstoksisk Rep3          | 1%            |
| Miljøfarlig med symboler N        | 0,1%          |
| Miljøfarlig, ozon                 | 0,1%          |
| Miljøfarlig (uden symbol)         | 1%            |

## Mærkning
Ved import af blandinger skal importøren umiddelbart efter hjemtagelsen på lager emballere og mærke varen. Blandinger der ikke hjemtages på lager, men transporteres direkte fra udlandet til importørens danske kunde, skal være emballeret og mærket inden udlevering til kunden.